# 圣欧班蒙特努瓦
圣欧班蒙特努瓦（法語：Saint-Aubin-Montenoy，法語發音：[sɛ̃.t‿obɛ̃ mɔ̃tnwa]）是法国上法蘭西大區索姆省的一个市镇，属于亚眠区。

## 地理
圣欧班蒙特努瓦（49°50'48"N, 1°59'44"E）面积10.41 平方千米，位于法国上法蘭西大區索姆省，该省份为法国北部沿海省份，北起加来海峡省和北部省，西接滨海塞纳省和大西洋英吉利海峡，南至瓦兹省，东临埃纳省。
与圣欧班蒙特努瓦接壤的市镇（或旧市镇、城区）包括：布干维尔、比西莱普瓦、弗雷努瓦欧瓦勒、弗里康、奥尔努瓦堡、莫利安-德勒伊、蒂约卢瓦拉拜。
圣欧班蒙特努瓦的时区为UTC+01:00、UTC+02:00（夏令时）。

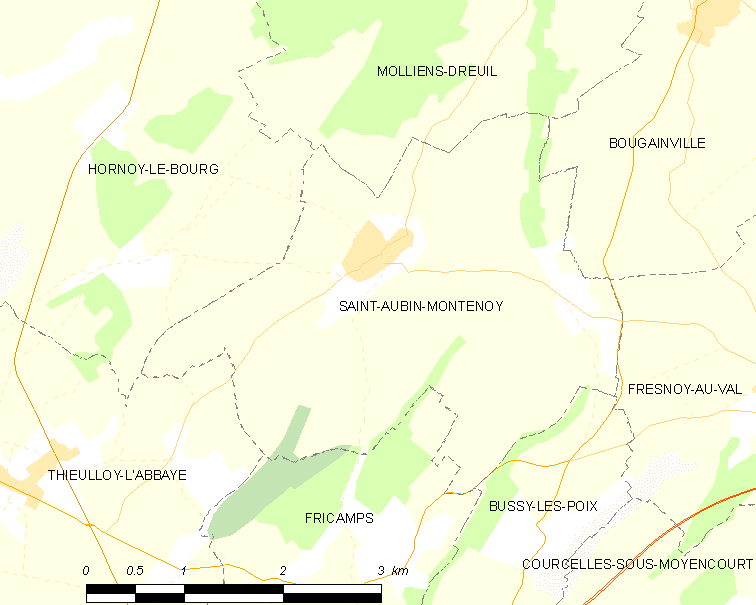
圣欧班蒙特努瓦的OSM定位图

## 行政
圣欧班蒙特努瓦的邮政编码为80540，INSEE市镇编码为80698。

## 政治
圣欧班蒙特努瓦所属的省级选区为索姆河畔阿伊县。

## 人口

1962-2008年间圣欧班蒙特努瓦人口变化图示

圣欧班蒙特努瓦于2022年1月1日时的人口数量为217人。